# John Power
Pour les articles homonymes, voir Power.
Ne doit pas être confondu avec John Powers.
John Power est un réalisateur, scénariste et producteur de télévision, né le 20 novembre 1930 en Nouvelle-Galles du Sud (Australie) et mort en février 2016.

## Biographie
John Beresford Power est né de son père William "Bish" Power, pharmacien et vétéran et de sa mère, Ethel. John était le plus jeune de quatre enfants. Son frère aîné David est devenu l'un des coureurs longue distance les plus reconnus d'Australie. Il a remporter une médaille CommonWealth or et une argent, puis une médaille de bronze aux jeux Olympiques de 1956.
Dès son plus jeune âge, il a montré un intérêt particulier pour les films en tout genre. Il avait l'habitude de regarder film après film dans le « Prince's Picture Palace » de son grand-père. Il a également développé un amour pour l'écriture et la lecture très tôt, se délectant des mots d'auteurs tel que Chaucer, Shakespeare, Ernest Hemingway et Patrick O'Brian. Jamais sans un calepin ou un journal, il prendra plaisir à l'écriture pour le reste de sa vie.
John est devenu journaliste pour le Maitland Mercury lorsqu'il a quitté l'école à l'âge de 16 ans. Dans sa jeune vingtaine, il a déménager à Sydney pour travailler comme  reporter pour le Daily Telegraph et le Daily Mirror.
En 1955, alors qu'il avait 25 ans, le Daily Mirror envoyait Power à Canberra à un moment crucial dans la politique Australienne. Les politiques de la Guerre Froide avaient fracturé le « Labor Party » mais le chef du parti Doc Evatt s'est opposé à bannir et/ou interdire le parti Communiste. La rencontre avec Evatt a beaucoup impacté le jeune reporter qui plusieurs années plus tard, revisitera l'histoire du Dr Evatt et de l'affaire Petrov dans son documentaire « Like a Summer Storm ».

## Filmographie

### Comme réalisateur
- 1972 : Like a Summer Storm (TV)
- 1974 : Billy and Percy (TV) (+ scénariste et producteur)
- 1975 : They Don't Clap Losers (TV) (+ scénariste et producteur)
- 1977 : The Picture Show Man
- 1978 : The Sound of Love (TV) (+ scénariste)
- 1983 : The Dismissal (TV)
- 1984 : The Great Gold Swindle
- 1984 : Special Squad (TV)
- 1986 : A Single Life (TV) (+ scénariste)
- 1986 : Alice to Nowhere (TV)
- 1987 : Willing and Abel (TV)
- 1988 : The Dirtwater Dynasty (TV) (+ scénariste)
- 1989 : Tanamera - Lion of Singapore (TV)
- 1990 : Sky Trackers (TV)
- 1990 : All the Rivers Run 2 (TV)
- 1990 : Father
- 1992 : Charles and Diana: Unhappily Ever After (TV)
- 1993 : Les Tommyknockers (TV)
- 1994 : Betrayed by Love (TV)
- 1994 : Fatal Vows: The Alexandra O'Hara Story (TV)
- 1994 : L'Échange (Someone Else's Child) (TV)
- 1995 : A Child Is Missing (TV)
- 1997 : Sauver ou Périr (TV)
- 1998 : Pour tout l'or de l'Alaska (TV)